# 北票矿务局
北票矿务局是辽宁省煤炭工业管理局下属的大型国有统配煤炭矿山，开发北票煤田。

## 历史
北票煤田1875年开始开采。1921年进行工业化开采。
1944年4月中共冀热辽区党委东北工作委员会委员张化东在临抚昌联合县小河玉派遣刘永生去北票煤矿开展党的地下工作。1945年日本投降后，刘永生以八路军冀热辽军区地工人员的身份同日满当局谈判。1945年9月下旬，刘永生在北票矿南门以外挂上“工人大队”招兵牌子，动员群众参军，到10月末工人大队已达700多人，11月下旬奉冀热辽第25旅命令开赴平泉改编为第25旅工兵营。
1947年12月东北民主联军攻占北票，开始恢复生产。1960年产量435万吨，为历史峰值。
二十世纪九十年代产量只有160万吨，设计额定产能181万吨，职工5.85万人，其中离退休人员1.5万人，退养和病残人员5000多人，局下属12个县团级单位，其中3个原煤生产矿，矿井垂深达千米，为当时亚洲第一，煤与瓦斯突出占全国煤矿的二成。1996年中华人民共和国煤炭工业部决定在全行业实行养老保险基金部级调剂，北票矿务局每月有296万元的调剂金拨款。1996年1月北票矿务局新一届领导班子实施“万人大下岗”，当年9759人下岗，在职职工从24823人减至15064人；“三线分离”：原煤、多经、后勤服务分开；实行局、矿、井区3级核算；“三箭齐发”，企业内部分别实行国有、民营、股份制。1999年6月北票矿务局获批破产。2001年6月20日朝阳市中级人民法院正式裁决宣告北票矿务局破产。